# Rojas de Veracruz
Rojas de Veracruz es un club de básquetbol femenino profesional que participa en la Liga Nacional de Baloncesto Profesional Femenil de México.
Fue fundado en 2023 como el equipo femenil de los Halcones Rojos de Veracruz y tiene como sede el Auditorio Benito Juárez, ubicado en la ciudad de Veracruz, Veracruz.

## Historia
En octubre de 2022, el gobernador del estado de Veracruz, Cuitláhuac García Jiménez, anunció que el Club Halcones Rojos de Veracruz volvería a competir en la Liga Nacional de Baloncesto Profesional con un nuevo proyecto, encabezado por Roberto Alvarado Rosete.
El Auditorio Benito Juárez, abandonado tras la desaparición del equipo y utilizado esporádicamente para eventos de gobierno, fue remodelado con una inversión pública superior a los 70 millones de pesos y entregado en comodato al club.
El regreso del baloncesto profesional al puerto se produjo el 5 de mayo de 2023 con el debut de las Rojas ante Halcones de Xalapa en la LNBP Femenil, convirtiéndose el primer equipo profesional de mujeres en la historia de la institución.
Para la temporada 2023, el equipo dirigido por Israel Zermeño contó como jugadoras base a las estadounidenses Stasha Carey, Akilah Bethel, Lynetta Kizer, Aurjanee Alix y Deja Church; así como las mexicanas Abdi Xicoténcatl y Alexia Lagunas.
Las Rojas cerraron su campaña inaugural con récord de 11 ganados y 9 perdidos, logrando calificar a playoffs en sexto lugar de la competencia, donde cayeron en primera ronda contra Astros de Jalisco en cinco partidos. 
Abdi Xicoténcatl fue nombrada MVP Mexicana de la LNBP Femenil 2023, gracias a su buen desempeño en el rol regular y su destacada participación en el Concurso de Triples del Juego de Estrellas 2023 donde fue finalista.

## Jugadoras
| Rojas de Veracruz Femenil Roster 2025 |    |                           |                                 |
| C U E R P O T É C N I C O             |    |                           |                                 |
| Entrenador                            |    | Bandera de México         | Oscar Arturo Castellanos García |
| Asistente                             |    | Bandera de México         | Siria Paola Reyes Hernández     |
| J U G A D O R A S                     |    |                           |                                 |
| Alera                                 | 0  | Bandera de Estados Unidos | Naomi Davenport                 |
| Alera                                 | 1  | Bandera de Estados Unidos | Jayla Johnson                   |
| Escolta                               | 2  | Bandera de Grecia         | Katerina Tsineke                |
| Alera                                 | 6  | Bandera de México         | María del Carmen Guevara Franco |
| Base                                  | 7  | Bandera de México         | Jhoana Elizabeth Morán Ramírez  |
| Ala-Pívot                             | 9  | Bandera de México         | Mariana Sánchez Muñoz           |
| Pívot                                 | 20 | Bandera de Estados Unidos | Yemiyah Morris                  |
| Ala-pívot                             | 21 | Bandera de Estados Unidos | Star Fitzgerald-Greer (Baja)    |
| Base/Escolta                          | 22 | Bandera de Estados Unidos | Danae McNeal (Baja)             |
| Alera                                 | 24 | Bandera de Estados Unidos | Angela Tompkins                 |
| Base                                  | 25 | Bandera de Estados Unidos | Donasja Scott                   |
| Pívot                                 | 27 | Bandera de México         | Diana Cano Ledesma              |
| Escolta                               | 32 | Bandera de México         | Cinthya Perea Arana (Inactiva)  |
| Pívot                                 | 44 | Bandera de Estados Unidos | BrandiHarvey-Carr               |
| Base                                  | 88 | Bandera de Estados Unidos | Briahanna Marae Leigh Jackson   |
| = Capitán                             |    |                           |                                 |

 =  Cuenta con nacionalidad mexicana. 